# Мун Лејк (Флорида)
Мун Лејк (енгл. Moon Lake) насељено је место без административног статуса у америчкој савезној држави Флорида.

## Демографија
По попису из 2010. године број становника је 4.919.
| Група             | 2000.    | 2010.         |
| Белци             | 0 (0,0%) | 4.462 (90,7%) |
| Афроамериканци    | 0 (0,0%) | 40 (0,8%)     |
| Азијати           | 0 (0,0%) | 21 (0,4%)     |
| Хиспаноамериканци | 0 (0,0%) | 280 (5,7%)    |
| Укупно            | 0        | 4.919         |